# Mineriada del febbraio 1990

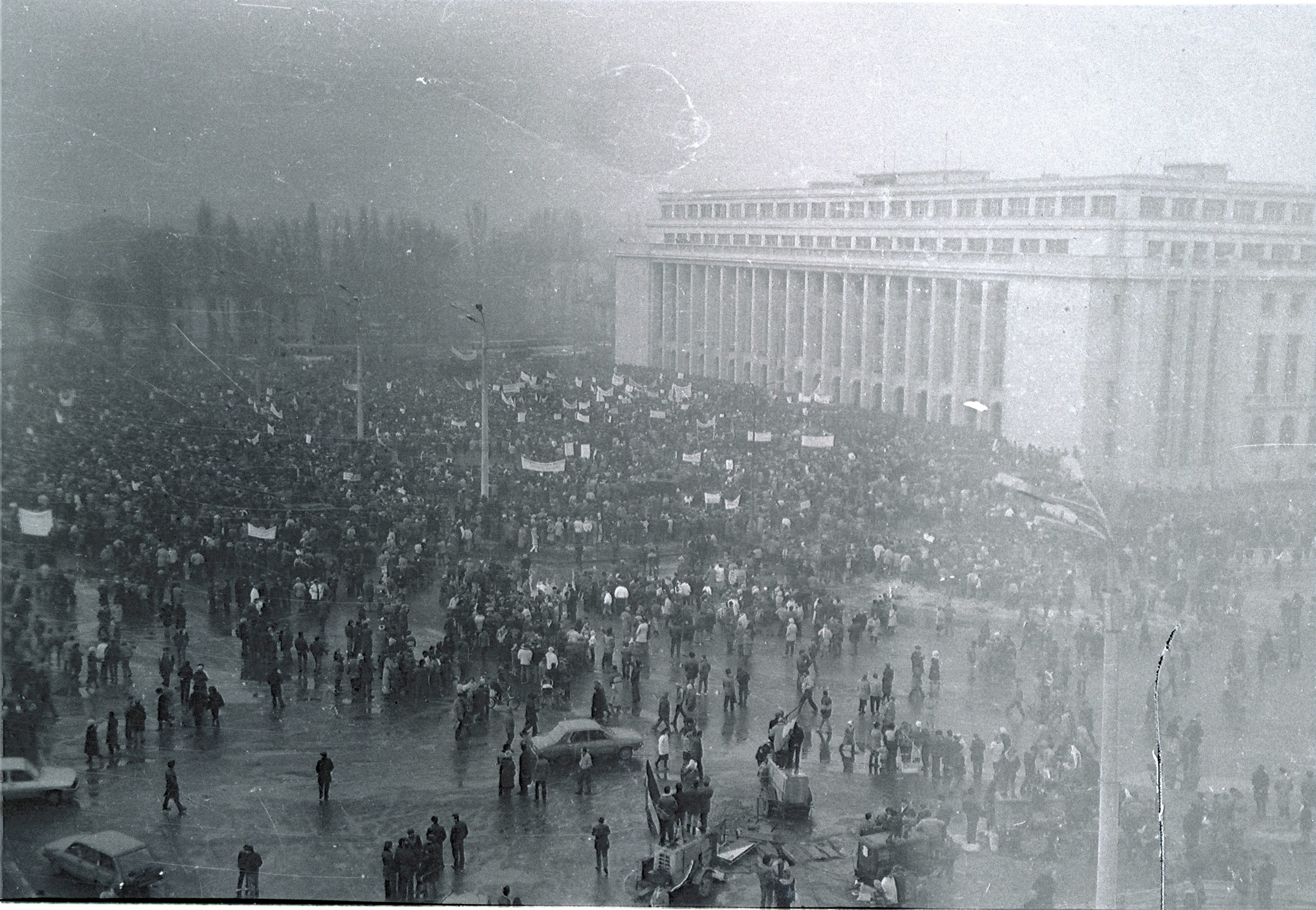
Le proteste di fronte al palazzo del governo di Piața Victoriei a Bucarest

Con il nome di Mineriada del febbraio 1990 sono conosciuti gli eventi che si sono verificati tra il 18 e il 19 febbraio 1990 a Bucarest. Si tratta della seconda mineriada.

## Le proteste
A meno di un mese dalla Mineriada del gennaio 1990 i partiti dell'opposizione (Partito Nazionale Contadino Cristiano Democratico e Partito Nazionale Liberale) e di alcune associazioni civiche organizzarono un nuovo evento di protesta contro il governo provvisorio del Fronte di Salvezza Nazionale (FSN) presieduto da Ion Iliescu, che voleva trasformare il FSN in partito politico.

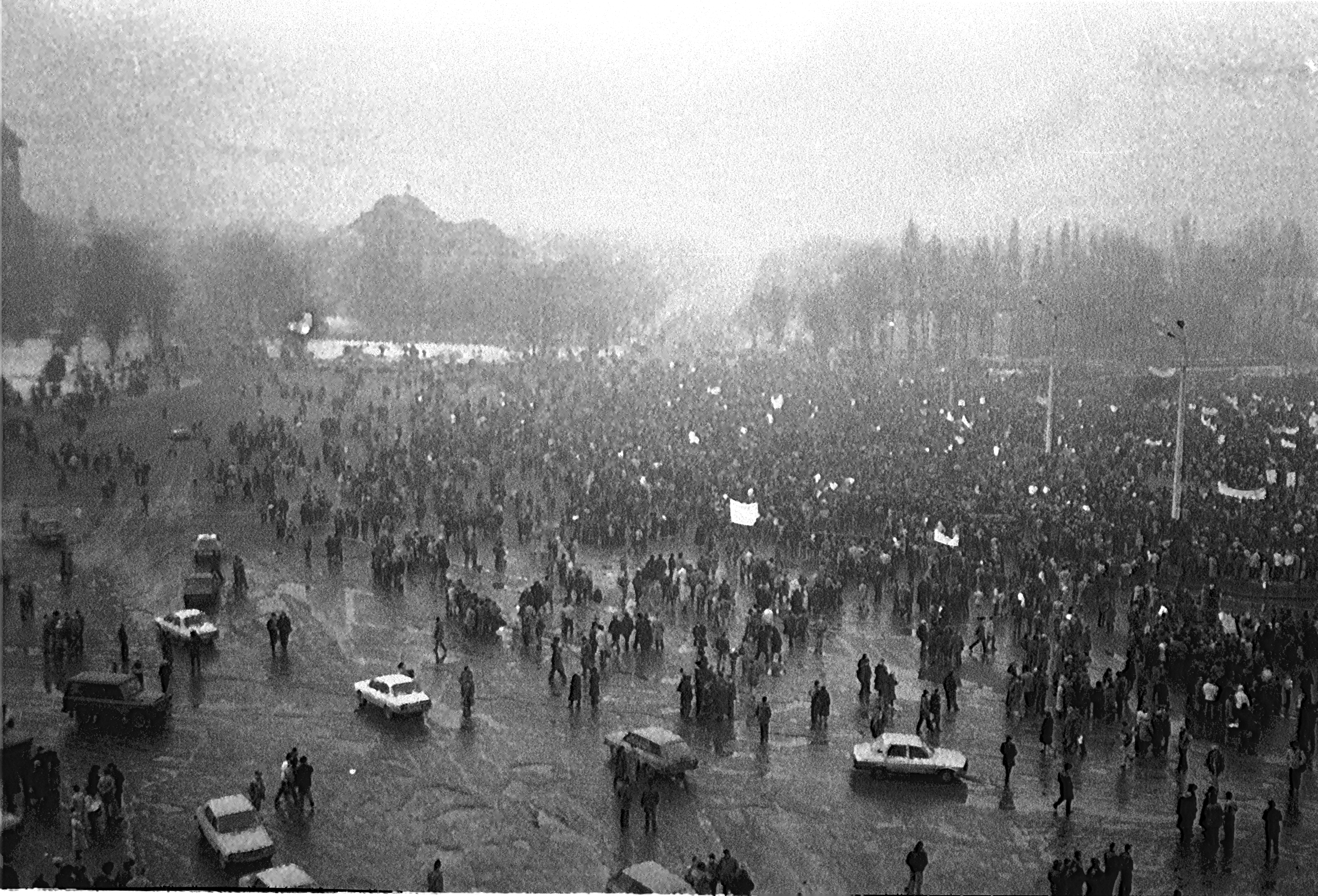
Una panoramica di Piața Victoriei a Bucarest durante le proteste

La manifestazione ebbe luogo il 18 febbraio 1990 a Piața Victoriei a Bucarest. Sebbene le rivendicazioni principali della protesta fossero contro il comunismo e la polizia politica del regime ancora attiva (la Securitate), il malcontento generalizzato spostò il fuoco delle proteste contro l'attuale governo, considerato prosecutore di quell'ideologia. Alcuni manifestanti iniziarono a lanciare sassi contro il palazzo del governo, mentre altri riuscirono persino a farvi breccia, a commettere distruzioni e a venire a contatto con il vice-primoministro Gelu Voican Voiculescu.
Al fianco della polizia e dell'esercito, nella notte tra il 18 e il 19 febbraio intervennero anche 4.000 minatori provenienti dalla valle del Jiu, che contribuirono a reprimere le proteste con la forza.

## Ripercussioni
Il capo dell'ispettorato generale della polizia Jean Moldoveanu comunicò che al termine delle proteste erano state arrestate 102 persone (di cui 12 con precedenti penali) e che erano stati feriti 15 militari e 6 poliziotti.
Ion Iliescu dichiarò che i manifestanti che si erano resi protagonisti di violenze sarebbero stati duramente perseguiti. I rappresentanti dell'opposizione, come il leader del Partito Nazionale Liberale Radu Câmpeanu, di contro, accusarono il governo di aver istigato i manifestanti tramite la Securitate. Nonostante le prove dell'implicazione delle istituzioni, il governo rifiutò le accuse e negò ogni coinvolgimento.